# 细鳞盔鱼
细鳞盔鱼（学名：Hologymnosus annutltus）为隆头鱼科细鳞盔鱼属的鱼类。分布于印度洋非洲东岸至太平洋中部、北至日本琉球群岛、台湾岛以及南海诸岛等。

## 形态特征
体长椭圆形，侧扁，吻钝圆，口较小，前位，唇较厚，具唇褶，颌齿1行，前方具4枚犬齿，下咽齿锥形，后行中间1枚不比其他大，前鳃盖骨边缘光滑，体被小圆鳞，侧线鳞90枚以上，头部无鳞，背鳍Ⅸ－12－13，臀鳍Ⅲ－12，尾鳍截形，上下叶稍延长。侧线鳞106－120，体侧具10余条褐色横带。